# العطل الرسمية في صوماليلاند
تستند العطلات الرسمية في أرض الصومال (صوماليلاند) إلى نظامين تقويميين رسميين: التقويم الغريغوري في المقام الأول ، والتقويم القمري الإسلامي للعطلات الدينية. 
| تاريخ                   | المناسبة                     |                  |                  |
| التقويم الميلادي        | التقويم الميلادي             | التقويم الميلادي | التقويم الميلادي |
| ----------------------- | ---------------------------- | ---------------- | ---------------- |
| 1 يناير                 | يوم السنة الجديدة            |                  |                  |
| 1 يجوز                  | يوم العمل                    |                  |                  |
| 18 مايو                 | إعلان استقلال صوماليلاند     |                  |                  |
| 26 يونيو                | يوم استقلال دولة أرض الصومال |                  |                  |
| التقويم القمري الإسلامي |                              |                  |                  |
| 12 ربيع الأول           | المولد النبوي                |                  |                  |
| 27 رجب                  | الإسراء والمعراج             |                  |                  |
| 1 شوال                  | عيد الفطر                    |                  |                  |
| 10 ذو الحجة             | عيد الأضحى                   |                  |                  |
| 1 محرم                  | رأس السنة الهجرية            |                  |                  |
| 10 محرم                 | عاشوراء                      |                  |                  |